# Nkhotakota (Distrikt)
Nkhotakota ist ein Distrikt in der Zentralregion Malawis, seine Hauptstadt ist Nkhotakota.

## Beschreibung
Der Distrikt erstreckt sich über eine Fläche von 4259 km²; er hatte 393.077 Einwohner zum Zensusstichtag 3. September 2018. Hauptstadt und größte Stadt ist Nkhotakota mit 28.350 Einwohnern. Im Osten grenzt er an den Malawisee, im Norden an die Distrikte Mzimba und Nkhata Bay, im Westen an die Distrikte Kasungu und Ntchisi und im Süden an den Distrikt Salima.
Im Distrikt befindet sich das gleichnamige Tierschutzgebiet.
Koordinaten: 12° 53′ S, 34° 7′ O